# Tropico 2 : La Baie des pirates
Tropico 2 : La Baie des pirates (Tropico 2: Pirate Cove) est un jeu vidéo de type city-builder et simulation gouvernementale développé par Frog City Software et édité par Gathering of Developers, sorti en 2003 sur Windows et Mac.
Contrairement aux autres jeux de la série qui proposent de diriger une dictature des Caraïbes, cet opus met le joueur à la tête d'une île de pirates.

## Accueil
| Tropico 2 : La Baie des pirates |      |       |
| Média                           | Nat. | Notes |
| Computer Gaming World           | US   | 3/5   |
| GameSpot                        | US   | 74 %  |
| Jeux vidéo Magazine             | FR   | 16/20 |
| Jeuxvideo.com                   | FR   | 14/20 |
| Joystick                        | FR   | 6/10  |